# Dirt: A hetilap
A Dirt: A hetilap  (eredeti cím: Dirt) amerikai televíziós sorozat, melyet az FX csatorna mutatott be 2007. január 2-án. Magyarországon  a Viasat 3 tűzte műsorára, az első epizód 2007. augusztus 31-én volt látható, a második évadot azonban már nem mutták be.

## Cselekmény
A Dirt a hollywoodi filmcsillagok életéről, és az őket figyelő riporterekről, lesifotósokról szól. A sorozat főhőse Lucy Spiller (Courteney Cox) a DirtNow bulvármagazin főszerkesztője, mely korábban két különálló magazin volt: Dirt! és Now.

## Szereplők
| Karakter        | színész           | Magyar hang       |
| --------------- | ----------------- | ----------------- |
| Lucy Spiller    | Courteney Cox     | Kiss Erika        |
| Don Konkey      | Ian Hart          | Epres Attila      |
| Willa McPherson | Alex Breckenridge | Haumann Petra     |
| Holt McLaren    | Josh Stewart      | Zámbori Soma      |
| Julia Mallory   | Laura Allen       | Solecki Janka     |
| Leo Spiller     | Will McCormack    |                   |
| Brent Barrow    | Jeffrey Nordling  | Haás Vander Péter |

### Lucy Spiller
Lucy Spiller a DirtNow magazin (a sorozat elején még két különálló lap) megszállott főszerkesztője, aki egy kis bűntudatot is érez azok miatt, akiknek szennyeseit kiteregeti. Nem tud megbirkózni apja öngyilkosságával, és magányosnak érzi magát. Igazán szereti legjobb barátját, Don Konkeyt és testvérét, Leot.

### Don Konkey
Don Konkey egy főiskolába járt Lucyvel. Kezelhető skizofréniától szenved, de gyógyszerszedést gyakran mellőzi, még Lucy kérésére is csak vonakodva szedi.

## Epizódok

### Évados áttekintés
| Évad | Évad | Részek száma | Részek száma | Eredeti sugárzás | Eredeti sugárzás  | Magyar sugárzás     | Magyar sugárzás    |
| Évad | Évad | Részek száma | Részek száma | Évadbemutató     | Évadzáró          | Évadbemutató        | Évadzáró           |
| ---- | ---- | ------------ | ------------ | ---------------- | ----------------- | ------------------- | ------------------ |
|      | 1.   | 13           | 13           | 2007. január 2.  | 2007. március 27. | 2007. augusztus 31. | 2007. november 23. |
|      | 2.   | 7            | 7            | 2008. március 2. | 2008. április 13. | -                   | -                  |

### 1. évad (2007)
| Sor. | Év. | Cím                                                            | Rendező          | Író                           | Premier                               |
| --- | --- | -------------------------------------------------------------- | ---------------- | ----------------------------- | ------------------------------------- |
| 1. | 1.  | Szenny (Pilot)                                                 | Matthew Carnahan | Matthew Carnahan              | 2007. január 2. 2007. augusztus 31.   |
| Lucy Spiller egy szenzációhajhász hetilap kegyetlen szerkesztője. Mesterien használ fenyegetéseket és manipulálja a történéseket, hogy előásson piszkos dolgokat. Egy leleményes paparazzo, Don Konkey segíti. Lucy kinézi magának, az igyekvő színészt, Holt McLarent, akinek kedvező nyilvánosságra van szüksége, és feltörekvő barátnőjét, Julia Malloryt, aki jó összeköttetésekkel rendelkezik. |     |                                                                |                  |                               |                                       |
| 2. | 2.  | Blogan (Blogan)                                                | Chris Long       | Matthew Carnahan              | 2007. január 9. 2007. szeptember 7.   |
| Lucy elküldi Dont, hogy fotózza le Kira Klay koporsóját, de Kira nagyon is élőnek néz ki. Don meglátogatja Prince Tyreese-t is, de ez sem éppen egy szívélyes meghívás után történik. Mindeközben Holt keresi a módját, hogy segítsen Juliának. |     |                                                                |                  |                               |                                       |
| 3. | 3.  | Címlap (Ovophagy)                                              | Paris Barclay    | Joel Fields                   | 2007. január 16. 2007. szeptember 14. |
| Lucynek szüksége van egy címlapsztorira. Arra gyanakszik, hogy a kábítószerek tették beteggé Christiant, a popsztárt. Ezért elküldi Dont, hogy szerezzen bizonyítékokat, amivel besározhatják. Mindeközben egy tehetős producer udvarol Holtnak. |     |                                                                |                  |                               |                                       |
| 4. | 4.  | Eltűnt sztárok nyomában (What to Expect When You're Expecting) | Paris Barclay    | Dawn Prestwich, Nicole Yorkin | 2007. január 23. 2007. szeptember 21. |
| Lucy megzsarolja Prince Tyreese kosárlabdasztárt, hogy segítsen lenyomozni egy eltűnt rapsztárt. Lucy és Leo édesanyja bejelentik terveiket, hogy újraházasodnak édesapjuk öngyilkosságának évfordulóján. |     |                                                                |                  |                               |                                       |
| 5. | 5.  | Nem tudhatod, Jack (You Don't Know Jack)                       | Chris Long       | Dave Flebotte                 | 2007. január 30. 2007. szeptember 28. |
| Lucy képeket hoz nyilvánosságra a színész Jack Dawsonról és bátyjáról, Leóról, amint egymást ölelik. Brent Barrowt megfenyegetik, hogy adja ki Lucy anyagát Aundre G. meggyilkolásáról. Julia leállít egy fotózást Holtnak. |     |                                                                |                  |                               |                                       |
| 6. | 6.  | A lányok titkos élete (The Secret Lives of Altar Girls)        | Jesse Bochco     | Joel Fields                   | 2007. február 6. 2007. október 5.     |
| Lucy mentora kedvéért segít Willának kivizsgálni egy tinédzserlány gyilkossági ügyét egy kaliforniai kisvárosban. Eközben Holt és Lucy közelebb kerülnek egymáshoz, és engednek a vonzalmaknak egy limuzinban. Julia Garbo karjaiba menekül, és mélyebbre süllyed a drogokban. |     |                                                                |                  |                               |                                       |
| 7. | 7.  | Gyertek össze (Come Together)                                  | Adam Arkin       | Rebecca Dameron               | 2007. február 13. 2007. október 12.   |
| Willa elveszíti lelkesedését, mikor informátora az első cikkénél meggondolja magát. Lucy kapcsolata Leóval és a Dirttel beárnyékolódik Jack Dawson peres eljárására. Don összejön egy pincérnővel. Paul Reubens vendégszerepel az epizódban. |     |                                                                |                  |                               |                                       |
| 8. | 8.  | Ágy alá söpört dolgok (The Thing Under the Bed)                | Dean White       | Sally Robinson                | 2007. február 20. 2007. október 19.   |
| Lucy nem tud aludni. Willa és Don összeállnak, hogy lerántsák a leplet egy celeb titkos esküvőjéről. Julia elvonóra kerül, Holt a karrierjével küzd. |     |                                                                |                  |                               |                                       |
| 9. | 9.  | This Is Not Your Father's Hostage Situation                    | Elodie Keene     | Dave Flebotte                 | 2007. február 27. 2007. október 26.   |
| A szerkesztőséget túszul ejti egy volt gyereksztár, arra kényszerítve őket, hogy írjanak róla egy egész számot. Lucy eltűnődik rajta, hogy valóban komoly veszélyt jelent-e, vagy csak egy ártatlan színész, aki jó reklámot keres magának. Vincent Gallo vendégszerepel az epizódban. |     |                                                                |                  |                               |                                       |
| 10. | 10. | Szex lecke (The Sexxx Issue)                                   | Lev L. Spiro     | Matthew Carnahan              | 2007. március 6. 2007. november 2.    |
| Lucy erotikus témát javasol a magazin következő számának, hogy feloldja a feszült hangulatot. Brent és Willa kedvező lehetőségre akadnak, mikor egy édesapa híressé akar válni. Don és Abby kapcsolata válságba kerül. |     |                                                                |                  |                               |                                       |
| 11. | 11. | Keménykötésűek (Pap Smeared)                                   | Chris Long       | Albert Kim                    | 2007. március 13. 2007. november 9.   |
| Egy fiatal fotós ajánlja fel segítségét Donnak. Juliának rá kell jönnie, hogy Hollywood már tovább lépett nélküle. Holt attól tart, hogy kiderül a viszonya Lucyval. Lukas Haas vendégszerepel az epizódban. |     |                                                                |                  |                               |                                       |
| 12. | 12. | Botrány (Caught on Tape)                                       | Fred Keller      | Joel Fields                   | 2007. március 20. 2007. november 16.  |
| Julia elborzad, mikor az interneten egy szexvideót talál magáról. Don egy titokzatos megbízást kap. Lucynak meg kell bíznia Willában. Perez Hilton vendégszerepel az epizódban. |     |                                                                |                  |                               |                                       |
| 13. | 13. | Amikor a bili kiborul (Ita Missa Est)                          | Matthew Carnahan | Matthew Carnahan              | 2007. március 27. 2007. november 23.  |
| Tina Harrod (vendégszerepben Jennifer Aniston) egy konkurens magazin főszerkesztője, aki összeméri az erejét Lucyval. Kiderül, ki zaklatja folyton Lucyt és Julia megtudja, hogy Holtnak és Lucynak viszonya volt. |     |                                                                |                  |                               |                                       |

### 2. évad (2008)
| Sor. | Év. | Cím                       | Rendező          | Író                             | Premier           |
| --- | --- | ------------------------- | ---------------- | ------------------------------- | ----------------- |
| 14. | 1.  | Welcome to Normal         | Matthew Carnahan | Matthew Carnahan                | 2008. március 2.  |
| Lucy Spiller felépülve az ellene irányuló erőszakos támadásból visszatér a Dirt magazinhoz, hogy újra a bulvárlapok királynője legyen. Julia próbál elmenekülni, de Leo leüti és életét veszti. Don meditációval próbálja átformálni az életét. Lucy és egy fiatal popsztár találkozása érdekes fejleményekkel kecsegtet. Lucy a dolgok után néz egy állítólagos terhességről, ami egy híres örököst körbeleng. Egy új riporter csatlakozik a Dirt szerkesztőségéhez. |     |                           |                  |                                 |                   |
| 15. | 2.  | Dirty Slutty Whores       | Stephen T. Kay   | Joel Fields                     | 2008. március 9.  |
| Lucy szagot fog, mikor egy celebet korábban kiengednek a börtönből, mint az várható volt. Willa és Farber információt keresnek egy önpusztító videosztárról. |     |                           |                  |                                 |                   |
| 16. | 3.  | God Bless the Child       | Chris Long       | Dave Flebotte                   | 2008. március 16. |
| Brent meg akarja mutatni Lucynek, hogy ő az úr a háznál. Eközben Lucy egy zenemogul birodalmát készül lerombolni. Don lerántja a leplet egy híres politikus féltett titkairól. |     |                           |                  |                                 |                   |
| 17. | 4.  | Ties That (Don't) Bind    | John Fortenberry | Robert Nathan                   | 2008. március 23. |
| Lucy viszonyt kezdeményez egy tehetős producerrel. Willa és Farber botrányt szimatolnak egy népszerű tévésorozat körül. Holt imidzse komoly sérülést szenved, mikor egy rokona kinyitja a száját. |     |                           |                  |                                 |                   |
| 18. | 5.  | What Is This Thing Called | David Arquette   | Mimi Friedman, Jeanette Collins | 2008. március 30. |
| Lucy és Holt elhatározásra jutnak kettejük kapcsolatát illetően. Don és újdonsült popsztár barátja új vizekre eveznek. Willa és Farber a celebek szerelmi életét teregeti ki. |     |                           |                  |                                 |                   |
| 19. | 6.  | And the Winner Is         | Tricia Brock     | Albert Kim                      | 2008. április 6.  |
| Brent tőle szokatlan módon próbálja lenyűgözni új felettesét. A csapat közben egy fontos díjátadóval foglalatoskodik, de a forró nyomot a színpad mögött találják. |     |                           |                  |                                 |                   |
| 20. | 7.  | In Lieu of Flowers        | Chris Long       | Bart Baker                      | 2008. április 13. |
| Élet és halál között lebegve Lucynak át kell értékelnie magában barátai fontosságát. Egy túlsúlyos színész kétségbeesetten próbálja megakadályozni, hogy a Dirt címlapjára kerüljön. Egy volt gyereksztár próbára teszi Willa és Farber egymás közti bizalmát. |     |                           |                  |                                 |                   |